# 甲賀広域行政組合
甲賀広域行政組合（こうかこういきぎょうせいくみあい）は、滋賀県甲賀市と湖南市の2市が設立している一部事務組合。

## 主な事務内容
- し尿の収集、運搬及び処分並びに浄化槽汚泥、可燃ごみ及び動物の死体の処分（一般廃棄物に係るものに限る。）並びに関係市が設置する下水道施設から発生する汚泥の処分のための施設の設置、管理及び運営に関する事務
- 消防に関する事務
- 火薬類取締法（昭和25年法律第149号）、火薬類取締法施行令（昭和25年政令第323）および火薬類取締法施行規則（昭和25年通商産業省令第88号）に基づく事務のうち、滋賀県知事の権限に属する事務の処理の特例に関する条例（平成18年滋賀県条例第71号）第2条の規定により市町が処理することとされた事務

## 衛生センター

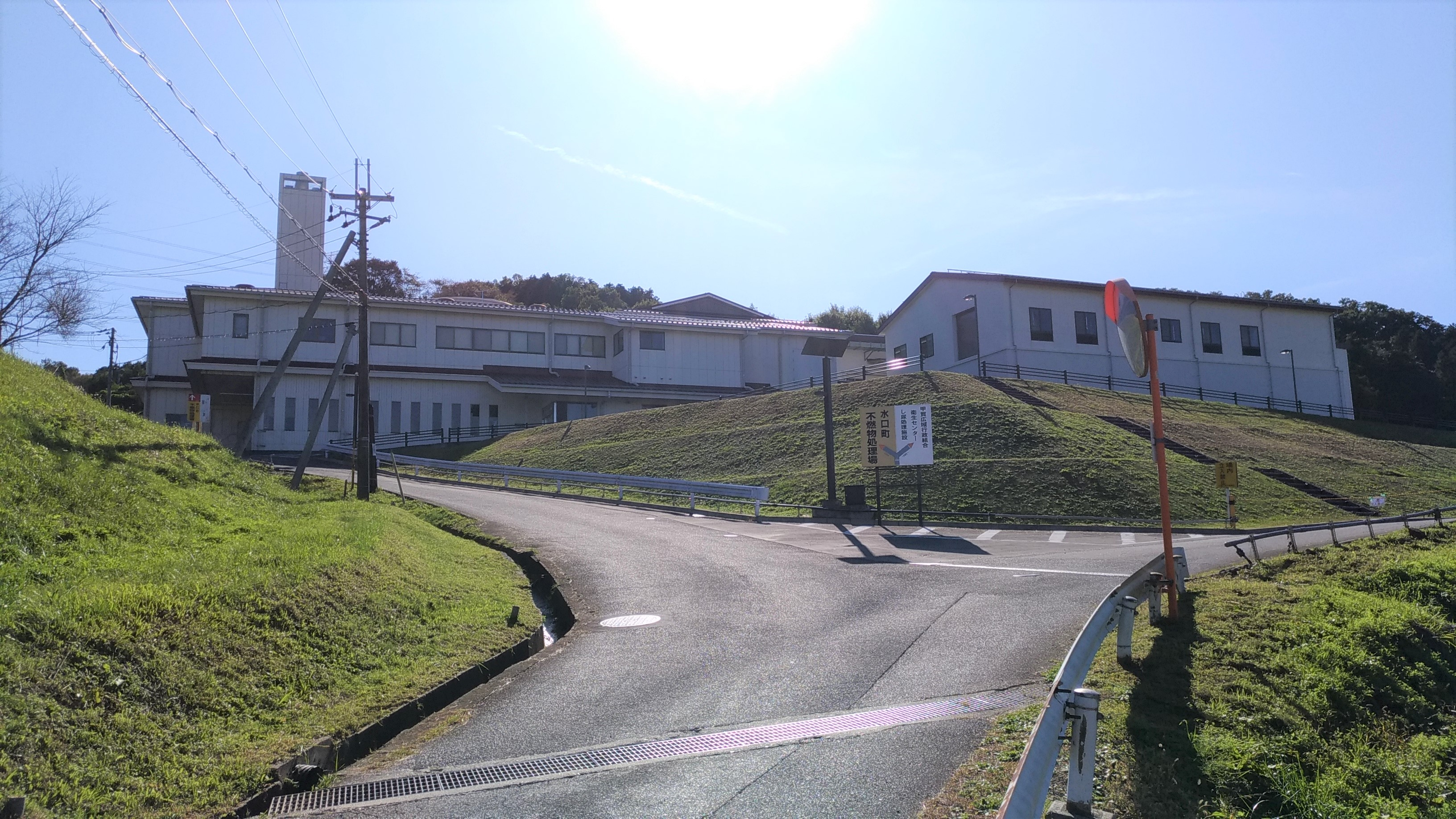
衛生センター し尿処理施設

### し尿処理施設・汚泥再生処理施設（第1施設）

#### 施設概要
- 所在地：滋賀県甲賀市水口町水口6458番地
- 敷地面積：20,243 m2
- 処理方式：
  - 水処理設備　標準脱窒素処理方式＋高度処理設備
  - 資源化設備　メタン発酵

- 処理能力：96 kl／日（し尿：24 kl／日、浄化槽汚泥：72 kl／日、生ごみ：200 kg／日）

#### 資料
- 1日平均搬入量：73 kl（4tバキューム車にして18台）
- 1人1日し尿排出量
  - 当初建設時 1.2 - 1.4 L
  - 現在 2.2 L（トイレの水洗化）

- 経費：電気代（約200万円／月）、他 燃料代、薬品代、機械点検修理代、人件費等
- 1 kl当り処理費：約 6,200円（建設費を除く）

（出典：）

### ごみ処理施設（第2施設）

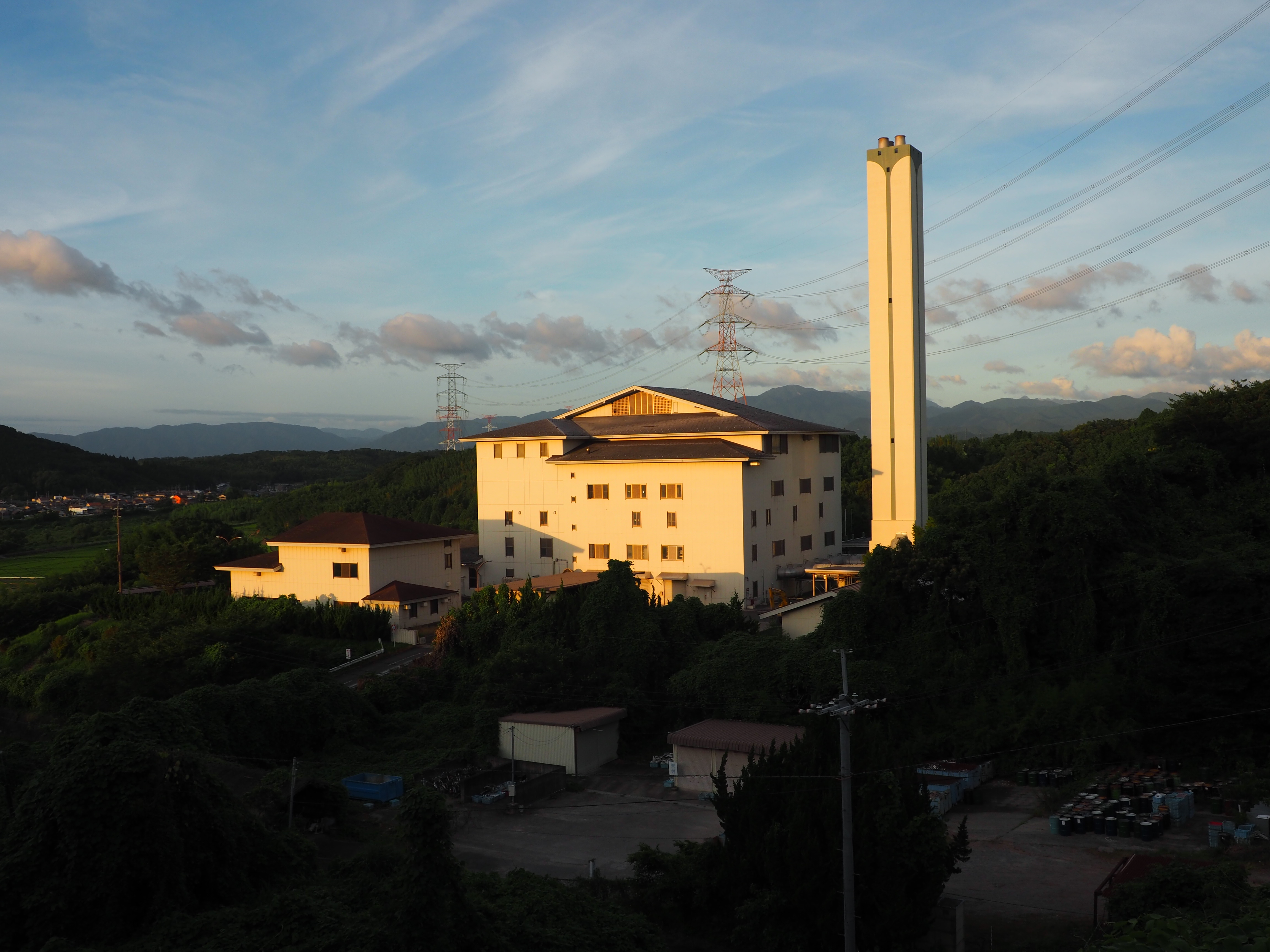
衛生センター ごみ処理施設

#### 施設概要
- 所在地：滋賀県甲賀市水口町水口6677番地
- 敷地面積：76,980 m2
- 焼却炉形式：流動床式焼却炉
- 焼却能力：150 t/日（50 t/日×3系）
- 稼働年月日：1995年4月1日（工期：1992年7月 - 1995年3月）
- 総事業費：約81億円

#### 資料
- ごみ収集区域：甲賀市、湖南市
- 区域内人口：約146,000人（甲賀市：約91,000人、湖南市：約55,000人）
- 1日平均搬入量：145t（月 - 金）（ごみ袋5 kgとして29,000袋）
- 搬入対象物：家庭および事業所で発生する一般廃棄物の可燃性ごみ（生ごみ、紙くず、布類、皮革製品等）
- 運転経費：電気代（約840万円／月）、他 燃料代、薬品代、機械点検修理代、人件費等
- 1t当りの処理費（建設費を除く）：約22,000円

（出典：）

## 消防本部

### 概要
- 消防本部：滋賀県甲賀市水口町水口6218番地
- 管内面積：522.18 km2
- 職員定数：192人
- 消防署4カ所
- 主力機械（2022年4月1日現在）[3]
  - 普通消防ポンプ自動車：4
  - 水槽付消防ポンプ自動車：6
  - はしご付消防自動車：1
  - 化学消防自動車：2
  - 救急自動車：9
  - 消防指揮支援車：1
  - 消防指令車：4
  - 消防支援車：1
  - 救助工作車：２
  - 消防査察車：1
  - 資機材搬送車：1
  - 積載車：1
  - その他車両：6

### 消防署
| 消防署         | 住所                      | 分署                                |
| -------------- | ------------------------- | ----------------------------------- |
| 水口消防署     | 甲賀市水口町水口6218番地  | 土山：甲賀市土山町前野124番地       |
| 甲南消防署     | 甲賀市甲南町池田3578番地1 | 甲賀：甲賀市甲賀町大久保1289番地    |
| 信楽消防署     | 甲賀市信楽町長野1306番地6 | なし                                |
| 湖南中央消防署 | 湖南市中央1丁目1番地      | 湖南石部：湖南市石部中央4丁目1番6号 |

（出典：）

### 沿革
- 1973年（昭和48年）4月1日 - 甲賀郡行政事務組合の一部局として甲賀郡消防本部が発足[5]。
- 2004年（平成16年）10月1日 - 構成町村の合併に伴い、甲賀広域行政組合消防本部が発足。